# Pletsoen Stine
|  | Denne artikel er oprettet af botten PalnaBot ud fra en ekstern database. Den kan derfor have sproglige fejl eller mangler. Denne skabelon kan fjernes efter kontrol af indholdet. |

Pletsoen Stine er en børnefilm fra 2006 instrueret af Adam Schmedes efter manuskript af Peter I. Lauridsen, Dorthe Rosenørn Schmedes.

## Handling
Den økologiske gris Stine føder for første gang. Halvdelen af hendes pattegrise er døde, men hun undgår selv slagtning på et hængende hår. Ved en følgende sommerfødsel overlever alle 12 pattegrise, selvom hun er tæt på at mase nogle ihjel. Måske har hun en skidt karakter! Da hun bliver træt af deres moslen rundt og biden i ørerne, reagerer hun arrigt og uden synligt moderinstinkt. Hendes virkelige krise kommer dog, da hun køres til endnu en inseminering, hvor hun møder andre store søer. Hun er nu den lille, som skal finde sin plads i hierarkiet, og det kommer til kamp. Filmen viser også mudderbadningens velsignelser; ornegale søer; den uafvendelige skæbne, der venter den lille gris, der bryder ud af indhegningen; og om hvordan livet for de nyfødte bliver helt anderledes, da de kommer til opfedning inde i stalden. Stine sætter tredje kuld grise i verden ude på marken.